# Rokyta
Rokyta (ukr. Рокита) – wieś na Ukrainie, w obwodzie połtawskim, w rejonie myrhorodzkim, siedziba hromady Rokyta. W 2001 liczyła 932 mieszkańców, wśród których 924 wskazało jako ojczysty język ukraiński, 5 rosyjski, 2 mołdawski, a 1 białoruski.